# Dikavka
Dikavka (en rus: Дикавка) és un poble de l'óblast de Saràtov, a Rússia, segons el cens del 2010 tenia 5 habitants. Pertany al districte municipal de Romànovka.